# آدم‌کش‌ها (فیلم ۱۹۹۵)
آدم‌کش‌ها (انگلیسی: Assassins) فیلمی در ژانر اکشن و مهیج به کارگردانی ریچارد دانر است که در سال ۱۹۹۵ منتشر شد.

## بازیگران
- سیلوستر استالونه
- آنتونیو باندراس
- جولیان مور
- موس واتسون
- رید دایموند
- کلی روان
- کای ولف